# Quando dico che ti amo (film)
Quando dico che ti amo è un film del 1967 diretto da Giorgio Bianchi al suo ultimo film.

## Trama
Un cantante, Tony, ha cinque fidanzate, ma si innamora di una sesta. Le ragazze scoprono la verità e lo lasciano. Deve riconquistare quella che ama: Sandra.

## Colonna sonora
Le canzoni del film sono: Quando dico che ti amo (cantata da Tony Renis, Lola Falana e Annarita Spinaci), Uno per tutte e Prima di domani (cantate da Tony Renis), Il senno di poi (cantata da Alida Chelli), Ciao caro (cantata da Annarita Spinaci), Tutta donna (cantata da Lola Falana), El portava i scarp del tennis (cantata da Enzo Jannacci). Ci sono poi altre canzoni cantate dai cantanti-attori non protagonisti del film: Jimmy Fontana La mia serenata, Lucio Dalla Passerà, passerà e Bisogna saper perdere, Caterina Caselli Sono bugiarda, Rita Pavone Ci vuole poco.